# Larentia cheimatobiata
Larentia cheimatobiata là một loài bướm đêm trong họ Geometridae.